# Titularbistum Iustinianopolis in Galatia
Iustinianopolis in Galatia war eine antike Stadt in der römischen Provinz Galatia in der Zentral-Türkei.
Iustinianopolis in Galatia (italienisch Giustinianopoli di Galazia) ist ein ehemaliges Bistum der römisch-katholischen Kirche und heute ein Titularbistum. 

## Titularbischöfe von Iustinianopolis in Galatia
| Titularbischöfe von Iustinianopolis in Galatia |                                              | |                 |                   |
| Nr.                                            | Name                                         | Amt | von             | bis               |
| 1                                              | Hugh McSherry                                | Apostolischer Vikar des Kap der guten Hoffnung, Östlichen Districts (Südafrika)                                                                             | 2. Juni 1896    | 15. Dezember 1938 |
| 2                                              | Pierre Pham Tân                              | 17. März 1959 – 24. November 1960 Apostolischer Koadjutorvikar von Thanh Hóa, 24. November 1960 – 5. Dezember 1960 Koadjutorbischof von Thanh Hóa (Vietnam) | 17. März 1959   | 5. Dezember 1960  |
| 3                                              | Carmine Rocco Titularerzbischof pro hac vice | Apostolischer Nuntius | 5. Oktober 1961 | 12. Mai 1982      |